# 喬克托縣 (阿拉巴馬州)
喬克托縣（英語：Choctaw County）是美國亞拉巴馬州西部的一個縣，西鄰密西西比州，東界湯比格比河。面積2,385平方公里。根據美國2000年人口普查，共有人口9,758。縣治巴特勒（Butler）。
成立於1847年12月29日，縣名來自喬克托人（印第安人的一支）。